# 302. Infanterie-Division (Deutsches Kaiserreich)
Die 302. Infanterie-Division war ein Großverband des Deutschen Heeres im Ersten Weltkrieg.

## Geschichte
Der Großverband wurde ursprünglich aus dem Divisions-Kommando 302 gebildet und im Dezember 1916 als 302. Infanterie-Division etatisiert. Sie wurde ausschließlich auf dem Balkan eingesetzt und während des Rückzuges aus Mazedonien am 31. Oktober 1918 aufgelöst.

### Gefechtskalender

#### 1916
- ab 28. November 1916 – Stellungskämpfe zwischen Ohridsee und Dudica in Makedonien

#### 1917
- bis 14. September – Stellungskämpfe zwischen Ohridsee und Dudica in Mazedonien
  - 12. und 27. Februar – Kampf um die Armatus-Höhe (Höhe 1050) in Mazedonien
  - 04. bis 18. Mai – Maischlacht in Mazedonien
- ab 14. September – Stellungskämpfe zwischen Oberlauf des Skumbi und Dudica in Mazedonien

#### 1918
- bis 14. September – Stellungskämpfe zwischen Oberlauf des Skumbi und Dudica in Mazedonien
- 15. September bis 29. Oktober – Rückzugskämpfe in Mazedonien und Serbien
- 31. Oktober – Auflösung der Division

### Kriegsgliederung vom 28. Januar 1918
- Stab: 26. Kavallerie-Brigade
  - 8. Ostpreußisches Infanterie-Regiment Nr. 45
  - Garde-Jäger-Bataillon
  - Lauenburgisches Jäger-Bataillon Nr. 9
  - 2. Eskadron/Bayerisches Reserve-Chevauleger-Regiment 1
  - Feldartillerie-Regiment Nr. 201
  - Bayerisches Fußartillerie-Bataillon 14
  - Fußartillerie-Bataillon Nr. 65
- Divisions-Nachrichten-Kommandeur Nr. 302
- Bulgarische Truppen

## Kommandeure
| Dienstgrad   | Name                 | Datum                                  |
| ------------ | -------------------- | -------------------------------------- |
| Generalmajor | Konrad von Hippel    | Oktober 1916 bis 29. Dezember 1916     |
| Generalmajor | Hermann von Ziegesar | 30. Dezember 1916 bis 31. Oktober 1918 |